# Cuauzacatla
Cuauzacatla är en ort i Mexiko.   Den ligger i kommunen Tlalnelhuayocan och delstaten Veracruz, i den sydöstra delen av landet, 230 km öster om huvudstaden Mexico City. Cuauzacatla ligger 1 605 meter över havet och antalet invånare är 206.
Terrängen runt Cuauzacatla är varierad, och sluttar österut. Runt Cuauzacatla är det ganska tätbefolkat, med 172 invånare per kvadratkilometer. Närmaste större samhälle är Xalapa, 7,5 km sydost om Cuauzacatla. Omgivningarna runt Cuauzacatla är en mosaik av jordbruksmark och naturlig växtlighet.